# Anelosimus lorenzo
Anelosimus lorenzo là một loài nhện trong họ Theridiidae.
Loài này thuộc chi Anelosimus. Anelosimus lorenzo được miêu tả năm 1979 bởi Fowler & Herbert Walter Levi.